# Rhynchoribates radula
Rhynchoribates radula är en kvalsterart som beskrevs av Sandór Mahunka 1983. Rhynchoribates radula ingår i släktet Rhynchoribates och familjen Rhynchoribatidae. Inga underarter finns listade i Catalogue of Life.